# 赫拉德·霍伦鲍特

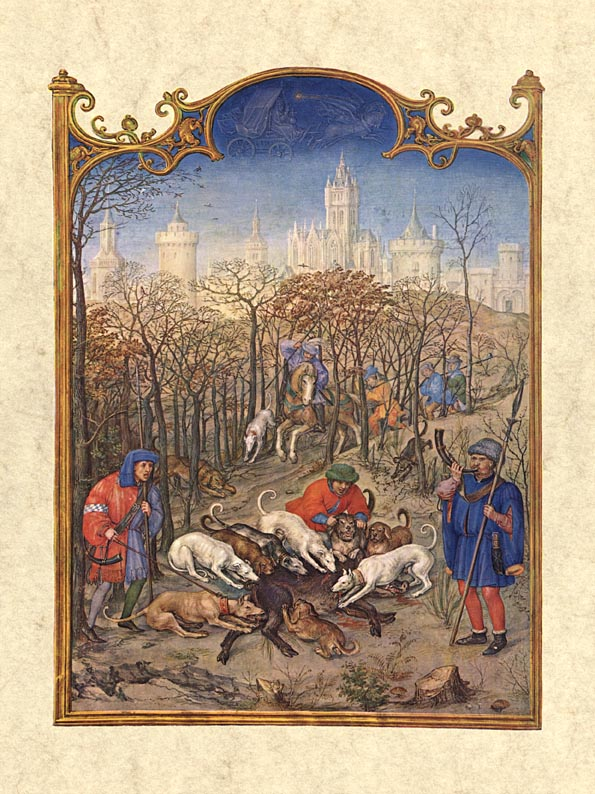
描绘十二月的微型画，出自格里马尼祈祷书，由霍伦鲍特与亚历山大·贝宁和西蒙·贝宁共同制作

赫拉德·霍倫鮑特（荷蘭語：Gerard Horenbout；約1465年—1541年），弗拉芒细密画家。有許多證據認為赫拉德有可能就是蘇格蘭詹姆士四世畫師。

## 傳記
霍倫鮑特在根特居住和工作，並且以手抄本的插圖畫家聞名。他也製作彩色玻璃、壁毯、刺繡設計、鐵製作品和鑲板畫。最早紀錄到有關霍倫鮑特事蹟的資料可追溯到1487年，因參與圣路加公会。參與公會後不久，霍倫鮑特與瑪哈麗塔·桑德斯（Margaretha Saunders）結婚，並育有六子，其中盧卡斯與蘇珊娜後來也成為畫家。其他孩子還有還有兒子埃洛伊（Eloy）和約里斯（Joris）。
他至少有兩個學徒，一個在1498年，一個在1502年。在1515年，他擔任薩伏依公爵夫人瑪格麗特的畫家，也曾短暫的在英王亨利八世宮廷裡工作。1521年，丢勒帶了和赫拉德之女蘇珊娜有手抄本插圖拜訪他。他的兒子盧卡斯也是一名知名畫家。
他的太太桑德斯於1529年去世。他為此做了一個黃銅匾牌，後來發現於倫敦富勒姆的全聖教堂。
赫拉德逝世於1540年或1541。

## 作品
- 《葡萄牙的埃莉諾祈禱書（英语：Breviary of Eleanor of Portugal）》，袖珍畫，約1500年。
- 《苏格兰詹姆斯四世时祷书（英语：Hours of James IV of Scotland）》，袖珍畫，約1502和1503年之間[7]。
- 《斯福尔扎时祷书（英语：Sforza Hours）》，為薩伏依公爵夫人瑪格麗特所作的16幅袖珍畫，1517年至1520年間，現藏於大英圖書館[8]。
- 《格里马尼祈祷书（英语：Grimani Breviary）》內的袖珍畫，1520年以前[9]。
- Lieven Van Pottelsberghe 和Livina Van Steelant的肖像，約1525年，現藏於根特藝術博物館。